# Anthophila
Le Anthophila sono una suddivisione monofiletica, ancora non universalmente considerata un rango tassonomico, di imenotteri, appartenenti, insieme al clade polifiletico Spheciformes, alla superfamiglia Apoidea. Il gruppo è composto da tutte quelle famiglie che sono considerate le vere api, gli insetti impollinatori per eccellenza. La specie più nota del gruppo è l'ape domestica da miele (Apis mellifera).
In termini pratici, anthophila comprende tutti gli appartenenti agli apoidea, escludendo le vespe sfecoidi, o sfeciformi.

## Filogenesi
Il gruppo parrebbe trarre origine filetica da progenitori comuni alla famiglia sfeciforme dei crabronidae, al cui interno esistono generi, come il Microstigmus, a struttura strettamente eusociale.
Le api, come le formiche, sono una forma specializzata di vespa. Gli antenati delle odierne api sono state vespe, quindi predatori di altri insetti. Il passaggio da predatori di insetti al polline può esser stato causato dal consumo di insetti visitatori di fiori parzialmente coperti di polline quando sono stati utilizzati come alimenti per le larve di vespa. Questo stesso scenario evolutivo si è verificato anche nelle vespe vespoidea, dove il gruppo conosciuto come vespe del polline, ovvero la sottofamiglia Masarinae (ad esempio il genere Pseudomasaris) pare anche essersi evoluto da antenati predatori.

## Descrizione
La loro morfologia riflette la specializzazione di insetti bottinatori di polline: il corpo è più o meno ricoperto di peli, l'apparato boccale è adattato al prelievo del nettare, le zampe presentano modificazioni atte a favorire la raccolta del polline; il pungiglione serve solo per la difesa. 

### Apparato boccale

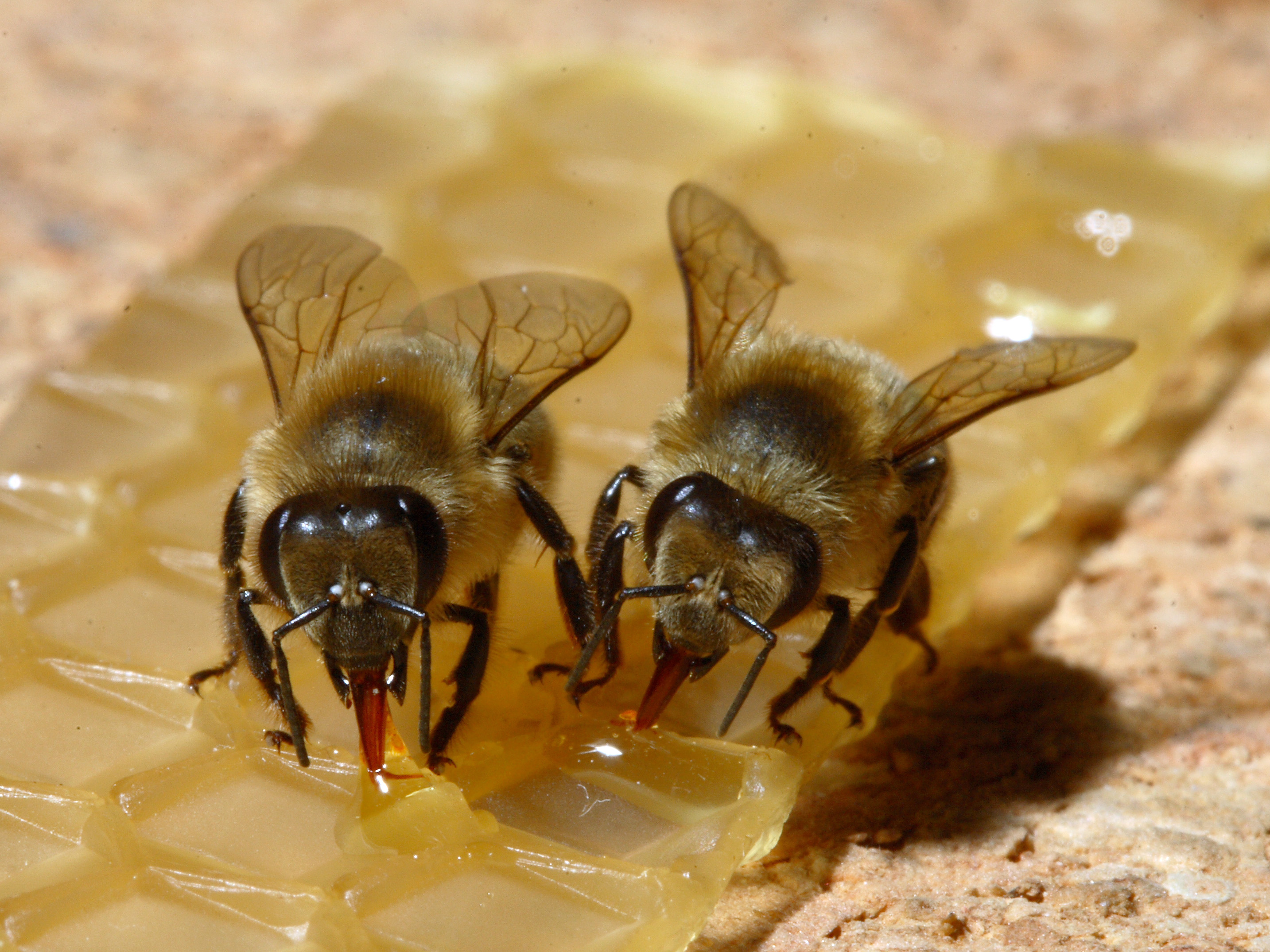
Apparato boccale lambente succhiante dell'ape: le mandibole perdono la funzione masticatoria e l'alimentazione è affidata al complesso maxillo-labiale.

L'apparato boccale è di tipo masticatore-succhiante, masticatore-lambente e masticatore-lambente-succhiante ed è per lo più adatto ad aspirare liquidi zuccherini (nettare, miele, melata). Le mandibole perdono del tutto la capacità di masticare e i liquidi sono succhiati per mezzo del complesso maxillo-labiale: la galea e i palpi labiali sono sviluppati in lunghezza e appiattiti; alla ligula, l'insetto forma un canale di suzione attraverso il quale viene aspirato l'alimento liquido.
Le specie appartenenti alle famiglie più primitive (Collectidae, Andrenidae, Stenotritidae, Halictidae, Melittidae) possiedono una ligula corta che consente loro di bottinare solo fiori che possiedono una corolla poco profonda. Altre (Megachilidae, Apidae) hanno una ligula più adatta alle corolle più profonde .

### Zampe
Hanno zampe di tipo fondamentalmente ambulatorio, ma che presentano particolari formazioni finalizzate a raschiare il polline attaccato al corpo e raccoglierlo in un vero e proprio organo di trasporto localizzato nelle tibie posteriori. Una particolare caratteristica è l'eccezionale sviluppo del primo tarsomero, molto più grande dei successivi.
La stregghia è un particolare adattamento della zampa anteriore, in corrispondenza del primo tarsomero e della tibia, ed ha lo scopo di facilitare la pulizia delle antenne. Il lato ventrale del primo tarsomero, in prossimità dell'articolazione tibio-tarsale, presenta un incavo semicircolare rivestito da una serie di brevi setole, che simulano una spazzola. La chiusura dell'articolazione tibio-tarsale fa in modo che lo sperone distale della tibia si opponga all'apertura dell'incavo chiudendo un lume subcircolare in cui viene fatta passare l'antenna. Lo sperone, in questo modo, esercita una spinta che costringe l'antenna a scorrere dentro l'incavo del tarsomero, mentre le setole raschiano il polline rimasto attaccato alle antenne.
La cestella è una concavità presente sulla faccia esterna delle tibie posteriori, sui cui margini sono inserite setole rade e lunghe. L'insetto spazzola il polline dal corpo, aiutandosi con le zampe anteriori e quelle posteriori e lo inumidisce compattandolo sulla cestella; le setole hanno naturalmente la funzione di formare una gabbia che trattiene il polline. Questa struttura si evidenzia in particolare quando le operaie bottinatrici tornano al nido o all'alveare: il polline raccolto si presenta in forma di due masserelle globose, di colore generalmente giallastro, più o meno aranciato, ai lati delle zampe posteriori.
La spazzola è una serie di setole fitte e robuste, disposte in più file trasversali sulla faccia interna del primo tarsomero delle zampe posteriori. È usata per raschiare il polline dal torace, dalle ali e dall'addome.

### Ali

Schema dell'ala di Andrena:
Pt: pterostigma. Vene: C: costa; R: radio; B: basale; Cu: cubito; A: anale; Rc: prima e seconda ricorrente; tm: trasversa mediana. Cellule: 1d, 2d, 3d: prima, seconda e terza discale; sm: prima, seconda e terza submarginale; m: marginale

La discriminazione sistematica si avvale della morfologia delle nervature alari.

## Tassonomia

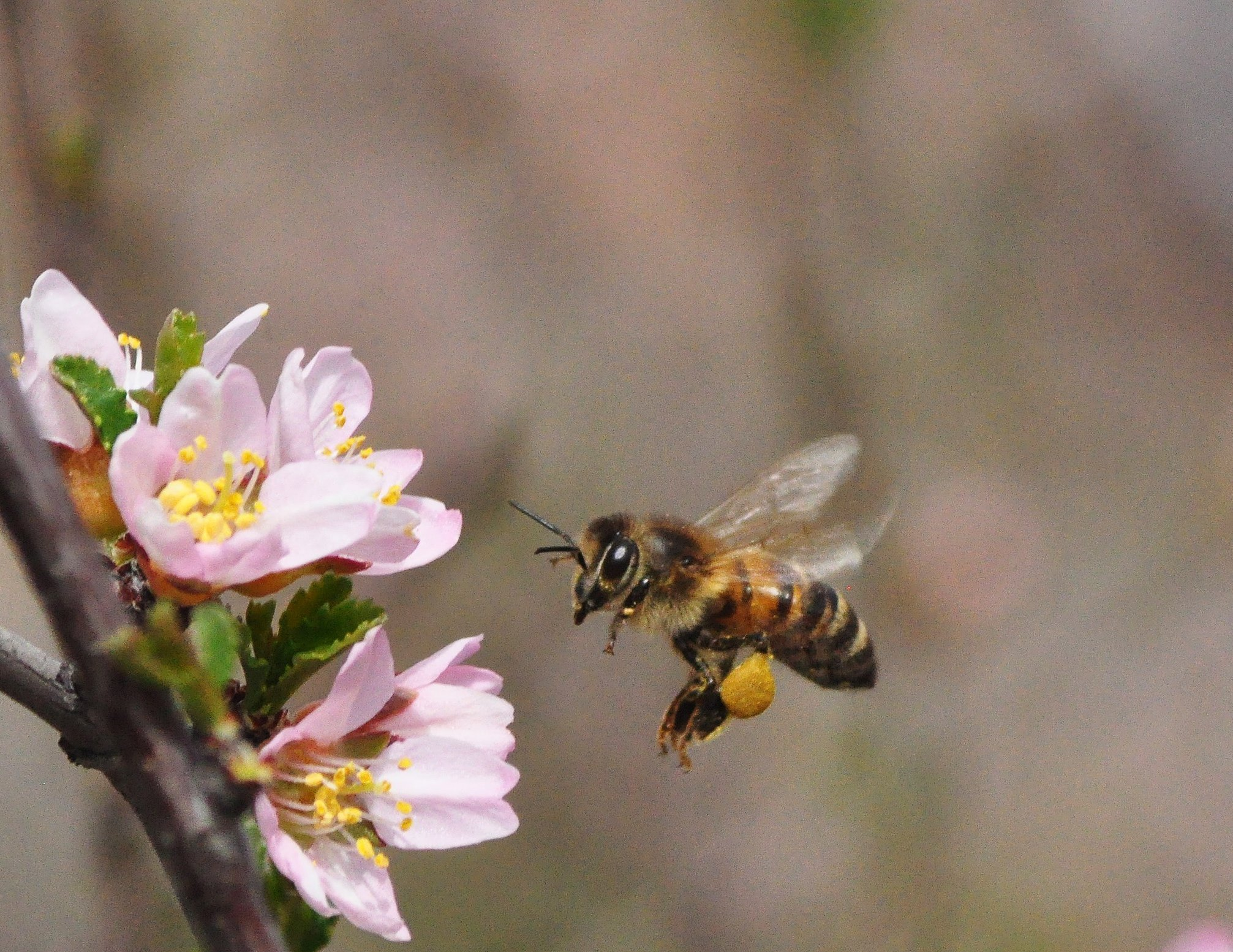
Ape in Siberia orientale

- Famiglia Colletidae Lepeletier de Saint Fargeau, 1841
  - Sottofamiglia Stenotritinae Cockerell, 1934[3]
  - Sottofamiglia Diphaglossinae Vachal, 1909
  - Sottofamiglia Paracolletinae Cockerell, 1934
  - Sottofamiglia Colletinae Lepeletier de Saint Fargeau, 1841
  - Sottofamiglia Scraptrinae Ascher and Engel, subfamilia novum
  - Sottofamiglia Hylaeinae Viereck, 1916
- Famiglia Halictidae Thomson, 1869[4]
  - Sottofamiglia Rophitinae Schenck, 1866
  - Sottofamiglia Nomiinae Robertson, 1904
  - Sottofamiglia Nomioidinae Börner, 1919[5]
  - Sottofamiglia Halictinae Thomson, 1869
- Famiglia Andrenidae Latreille, 1802
  - Sottofamiglia Euherbstiinae Moure, 1950
  - Sottofamiglia Andreninae Latreille, 1802
  - Sottofamiglia Oxaeinae Ashmead, 1899
  - Sottofamiglia Panurginae Leach, 1815
- Famiglia Melittidae Schenck, 1860
  - Sottofamiglia Meganomiinae Michener, 1981[3]
  - Sottofamiglia Macropidinae Robertson, 1904
  - Sottofamiglia Melittinae Schenck, 1860
  - Sottofamiglia Dasypodainae Börner, 1919[3]
- Famiglia Megachilidae Latreille, 1802
  - Sottofamiglia Pararhophitinae Popov, 1949
  - Sottofamiglia Fideliinae Cockerell, 1932
  - Sottofamiglia Lithurginae Newman, 1834
  - Sottofamiglia Megachilinae Latreille, 1802
- Famiglia Apidae Latreille, 1802
  - Sottofamiglia Xylocopinae Latreille, 1802
  - Sottofamiglia Nomadinae Latreille, 1802
  - Sottofamiglia Apinae Latreille, 1802

Studi successivi hanno portato a 9 il numero di famiglie del raggruppamento elevando alcune sottofamiglie della precedente classificazione al rango di famiglia (Stenotritidae, Meganomiidae e Dasypodaidae).